# Шилекша (приток Кудьмы)
Шилекша (Шилокша) — река в Нижегородской области России, протекает по территории Сосновского и Богородского районов. Название от финно-угорской основы в значении «шуметь», «журчать», «бурлить». Устье реки находится в 111 км от устья Кудьмы по левому берегу. Длина реки составляет 30 км, площадь водосборного бассейна — 201 км².
Формально на картах исток реки обозначен около деревни Созоново, от него считается длина в 30 км, приведённая в водном реестре. На самом деле верхнее и среднее течение имеют сухое русло, реальный водоток начинается у деревни Натальино и его длина не превышает 7 км. Впадает в Кудьму южнее деревни Кубаево.

## Данные водного реестра
По данным государственного водного реестра России относится к Верхневолжскому бассейновому округу, водохозяйственный участок реки — Волга от устья реки Ока до Чебоксарского гидроузла (Чебоксарское водохранилище), без рек Сура и Ветлуга, речной подбассейн реки — Волга от впадения Оки до Куйбышевского водохранилища (без бассейна Суры). Речной бассейн реки — (Верхняя) Волга до Куйбышевского водохранилища (без бассейна Оки).
Код объекта в государственном водном реестре — 08010400312110000034233.